# Collegio elettorale di Seregno (Camera dei deputati)
Il collegio di Seregno fu un collegio elettorale uninominale della Repubblica Italiana per l'elezione della Camera dei deputati. Apparteneva alla circoscrizione Lombardia 1 e fu utilizzato per eleggere un deputato nella XII, XIII e XIV legislatura.
Venne istituito nel 1993 con la cosiddetta Legge Mattarella (Legge n. 277, Nuove norme per l'elezione della Camera dei deputati), attuata in seguito al referendum abrogativo del 1993. La legge istituì per la Camera dei deputati e per il Senato della Repubblica un sistema di elezione misto, in parte maggioritario e in parte proporzionale. Il 75% dei parlamentari dell'assemblea veniva eletto in collegi uninominali tramite sistema maggioritario a turno unico; il restante 25% alla Camera veniva eletto tramite sistema proporzionale con liste bloccate.
Il collegio venne abolito insieme a tutti gli altri che costituivano la Camera con la promulgazione della legge elettorale successiva, la cosiddetta Legge Calderoli. Questa prevedeva un sistema proporzionale con premio di maggioranza, che alla Camera veniva attribuito a livello nazionale.

## Territorio
Il collegio di Seregno era uno dei 74 collegi uninominali in cui era suddivisa la Lombardia e, come previsto dal D.Lgs. del 20 dicembre 1993 n. 536, era interamente compreso nella provincia di Monza e della Brianza e comprendeva i seguenti comuni: Albiate, Besana in Brianza, Briosco, Carate Brianza, Giussano, Renate, Seregno, Triuggio, Veduggio con Colzano e Verano Brianza.

## Eletti
| Elezione | Elezione | Deputato           | Partito                  |
| -------- | -------- | ------------------ | ------------------------ |
|          | 1994     | Francesco Formenti | Polo delle Libertà (LN)  |
|          | 1996     | Alessandro Rubino  | Polo per le Libertà (FI) |
|          | 2001     | Andrea Di Teodoro  | Casa delle Libertà (FI)  |

## Dati elettorali

### XII legislatura

#### Risultati proporzionale
| Coalizioni        | Coalizioni           | Liste                           | Liste                              | Voti   | %     |
| ----------------- | -------------------- | ------------------------------- | ---------------------------------- | ------ | ----- |
|                   | Polo delle Libertà   |                                 | Forza Italia                       | 24.689 | 27,53 |
|                   | Polo delle Libertà   | Lega Nord                       | 23.592                             | 26,30  |       |
| Totale Coalizione | Totale Coalizione    | 48.281                          | 53,83                              |        |       |
|                   | Progressisti         |                                 | Partito Democratico della Sinistra | 8.065  | 8,99  |
|                   | Progressisti         | Rifondazione Comunista          | 2.928                              | 3,26   |       |
|                   | Progressisti         | Federazione dei Verdi           | 1.835                              | 2,05   |       |
|                   | Progressisti         | La Rete - Movimento Democratico | 1.155                              | 1,29   |       |
|                   | Progressisti         | Partito Socialista Italiano     | 920                                | 1,03   |       |
|                   | Progressisti         | Alleanza Democratica            | 811                                | 0,90   |       |
| Totale coalizione | Totale coalizione    | 15.714                          | 17,52                              |        |       |
|                   | Patto per l'Italia   |                                 | Partito Popolare Italiano          | 11.039 | 12,31 |
|                   | Patto per l'Italia   | Patto Segni                     | 4.394                              | 4,90   |       |
| Totale coalizione | Totale coalizione    | 15.433                          | 17,21                              |        |       |
|                   | Alleanza Nazionale   | Alleanza Nazionale              | Alleanza Nazionale                 | 3.864  | 4,31  |
|                   | Lista Pannella       | Lista Pannella                  | Lista Pannella                     | 3.829  | 4,27  |
|                   | Lega Alpina Lumbarda | Lega Alpina Lumbarda            | Lega Alpina Lumbarda               | 1.699  | 1,89  |
|                   | Lega Angela Bossi    | Lega Angela Bossi               | Lega Angela Bossi                  | 873    | 0,97  |
| Totale            | Totale               | Totale                          | Totale                             | 89.693 |       |

#### Risultati uninominale
|                               | Francesco Formenti ✔️ Eletto | Polo delle Libertà (FI - LN - CCD - UDC) | 54 587 | 61,43 |  |  |  |  |  |
|                               | Zaccheo Moscheni             | Progressisti                             | 14 736 | 16,58 |  |  |  |  |  |
|                               | Erminio Barzaghi             | Patto per l'Italia                       | 14 716 | 16,56 |  |  |  |  |  |
|                               | Giuseppe Anastasi            | Alleanza Nazionale                       | 4 827  | 5,43  |  |  |  |  |  |
| Totale                        | Totale                       | Totale                                   | 88 866 | 100   |  |  |  |  |  |
|                               |                              |                                          |        |       |  |  |  |  |  |
| Fonte: Ministero dell'interno |                              |                                          |        |       |  |  |  |  |  |

### XIII legislatura

#### Risultati proporzionale
| Coalizioni        | Coalizioni                         | Liste                                     | Liste                              | Voti   | %     |
| ----------------- | ---------------------------------- | ----------------------------------------- | ---------------------------------- | ------ | ----- |
|                   | Polo per le Libertà                |                                           | Forza Italia                       | 23.916 | 27,29 |
|                   | Polo per le Libertà                | Alleanza Nazionale                        | 5.867                              | 6,70   |       |
|                   | Polo per le Libertà                | CCD-CDU                                   | 5.055                              | 5,77   |       |
| Totale coalizione | Totale coalizione                  | 34.838                                    | 39,76                              |        |       |
|                   | Lega Nord                          | Lega Nord                                 | Lega Nord                          | 25.702 | 29,33 |
|                   | L'Ulivo                            |                                           | Partito Democratico della Sinistra | 9.465  | 10,80 |
|                   | L'Ulivo                            | Popolari per Prodi (PPI-SVP-PRI-UD-Prodi) | 5.890                              | 6,72   |       |
|                   | L'Ulivo                            | Rinnovamento Italiano                     | 3.313                              | 3,78   |       |
|                   | L'Ulivo                            | Federazione dei Verdi                     | 1.688                              | 1,93   |       |
| Totale coalizione | Totale coalizione                  | 20.356                                    | 23,23                              |        |       |
|                   | Progressisti                       |                                           | Rifondazione Comunista             | 4.264  | 4,87  |
|                   | Lista Pannella - Sgarbi            | Lista Pannella - Sgarbi                   | Lista Pannella - Sgarbi            | 1.859  | 2,12  |
|                   | Movimento Sociale Fiamma Tricolore | Movimento Sociale Fiamma Tricolore        | Movimento Sociale Fiamma Tricolore | 518    | 0,59  |
|                   | Partito Umanista                   | Partito Umanista                          | Partito Umanista                   | 88     | 0,10  |
| Totale            | Totale                             | Totale                                    | Totale                             | 87.625 |       |

#### Risultati uninominale
|                               | Alessandro Rubino ✔️ Eletto   | Polo per le Libertà | 33 105 | 37,83 |  |  |  |  |  |
|                               | Francesco Formenti            | Lega Nord           | 26 816 | 30,64 |  |  |  |  |  |
|                               | Angelo Amedeo Guerraggio      | L'Ulivo             | 25 956 | 29,66 |  |  |  |  |  |
|                               | Alessandro Bruno Mario Piazza | Fiamma Tricolore    | 1 633  | 1,87  |  |  |  |  |  |
| Totale                        | Totale                        | Totale              | 87 510 | 100   |  |  |  |  |  |
|                               |                               |                     |        |       |  |  |  |  |  |
| Fonte: Ministero dell'interno |                               |                     |        |       |  |  |  |  |  |

### XIV legislatura

#### Risultati proporzionale
| Coalizioni        | Coalizioni              | Liste                   | Liste                                 | Voti   | %     |
| ----------------- | ----------------------- | ----------------------- | ------------------------------------- | ------ | ----- |
|                   | Casa delle Libertà      |                         | Forza Italia                          | 33.931 | 38,37 |
|                   | Casa delle Libertà      | Lega Nord               | 12.602                                | 14,25  |       |
|                   | Casa delle Libertà      | Alleanza Nazionale      | 6.422                                 | 7,26   |       |
|                   | Casa delle Libertà      | CCD-CDU                 | 2.165                                 | 2,30   |       |
| Totale coalizione | Totale coalizione       | 55.120                  | 62,18                                 |        |       |
|                   | L'Ulivo                 |                         | La Margherita (Dem - PPI - RI- UDEUR) | 13.796 | 15,60 |
|                   | L'Ulivo                 | Democratici di Sinistra | 6.462                                 | 7,31   |       |
|                   | L'Ulivo                 | Il Girasole (FdV - SDI) | 1.361                                 | 1,54   |       |
|                   | L'Ulivo                 | Comunisti Italiani      | 891                                   | 1,01   |       |
| Totale coalizione | Totale coalizione       | 22.510                  | 25,46                                 |        |       |
|                   | Lista Di Pietro         | Lista Di Pietro         | Lista Di Pietro                       | 3.253  | 3,68  |
|                   | Rifondazione Comunista  | Rifondazione Comunista  | Rifondazione Comunista                | 3.098  | 3,50  |
|                   | Lista Pannella - Bonino | Lista Pannella - Bonino | Lista Pannella - Bonino               | 2.190  | 2,48  |
|                   | Partito Pensionati      | Partito Pensionati      | Partito Pensionati                    | 1.027  | 1,16  |
|                   | Democrazia Europea      | Democrazia Europea      | Democrazia Europea                    | 898    | 1,02  |
|                   | Abolizione scorporo     | Abolizione scorporo     | Abolizione scorporo                   | 75     | 0,08  |
| Totale            | Totale                  | Totale                  | Totale                                | 88.428 |       |

#### Risultati uninominale
|                               | Andrea Di Teodoro ✔️ Eletto | Casa delle Libertà | 52 837 | 60,56 |  |  |  |  |  |
|                               | Giampietro Corbetta         | L'Ulivo            | 29 695 | 34,04 |  |  |  |  |  |
|                               | Francesco Cavallini         | Lista Di Pietro    | 4 709  | 5,40  |  |  |  |  |  |
| Totale                        | Totale                      | Totale             | 87 241 | 100   |  |  |  |  |  |
|                               |                             |                    |        |       |  |  |  |  |  |
| Fonte: Ministero dell'interno |                             |                    |        |       |  |  |  |  |  |